# Camponotus fletcheri
Camponotus fletcheri är en myrart som beskrevs av Horace Donisthorpe 1942. Camponotus fletcheri ingår i släktet hästmyror, och familjen myror. Inga underarter finns listade.